# مركز لانكيرشيم للفنون
مركز لانكرشيم للفنون (بالإنجليزية: Lankershim Arts Center) هو مرفق للفنون يقع في نورث هوليوود، لوس أنجلوس، كاليفورنيا، وتديره إدارة الشؤون الثقافية في لوس أنجلوس.

## التاريخ
بُني المبنى في عام 1939 كمكتب بريد من قبل الحكومة الفيدرالية، ويقع في 5108 شارع لانكرشيم. يُعتبر المبنى مثالًا على العمارة الزخرفية (آرت ديكو)، وهو واحد من عدد قليل من المباني الفيدرالية التي بُنيت على هذا الطراز المعماري في لوس أنجلوس.
في عام 1986، تم ترميم المبنى وأُعيد افتتاحه كمركز للفنون من قبل إدارة الشؤون الثقافية في لوس أنجلوس. يشمل المركز مساحة مخصصة للفنون، ويضم أيضًا فرقة ثيتار أوف نوت (Theatre of NOTE) وفرقة آرك ستوديوز (The Road Theatre Company)، وهما فرقتان مسرحيتان محليتان.

## الوصف
يتكون المبنى من طابقين، ويضم استوديوهات للفنانين، ومساحات للعروض المسرحية، وصالات للمعارض. يقع المركز في منطقة "نورث هوليوود آرتس ديستريكت" (North Hollywood Arts District)، وهي منطقة ثقافية بارزة ضمن "وادي سان فرناندو" (San Fernando Valley).

## الأهمية الثقافية
يُعتبر مركز لانكرشيم للفنون نقطة تجمع للفنانين المحليين ومجتمع الفنون المسرحية في شمال لوس أنجلوس. وقد ساهم في إحياء الحي ثقافيًا وفنيًا، ويُعد جزءًا من الجهود المبذولة لتحويل نورث هوليوود إلى وجهة فنية مزدهرة.